# Stereosandra javanica
Stereosandra javanica är en orkidéart som beskrevs av Carl Ludwig von Blume. Stereosandra javanica ingår i släktet Stereosandra och familjen orkidéer. Inga underarter finns listade i Catalogue of Life.